# Johannespassionen

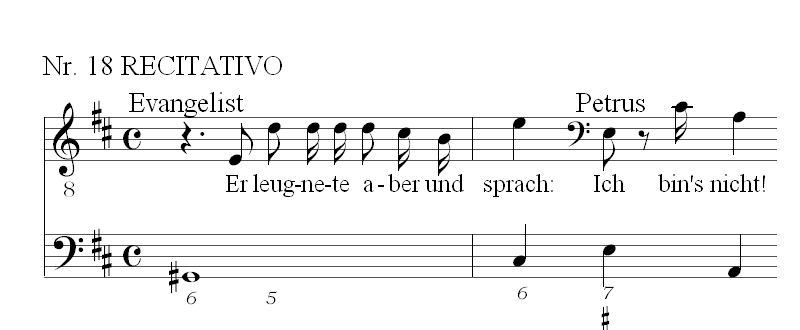
Del av Johannespassionen.

Johannespassionen (tyska Johannespassion) är en musikalisk passion komponerad av Johann Sebastian Bach. Verket är skrivet för kör, solister och orkester. Det finns ingen definitiv version av verket; Bach efterlämnade fyra olika versioner av vilka de som oftast framförs är den andra och den fjärde. "Johannespassionen" uppfördes första gången 7 april 1724 i Nikolaikyrkan i Leipzig. Dess BWV-nummer är 245.
I vår tid framförs ofta Johannespassionen i samband med påsk.

## Diskografi i urval
- Collegium Vocale Gent under ledning av Philippe Herreweghe. Harmonia Mundi.
- John Eliot Gardiner. Liveupptagning med Engelska Barocksolisterna. Soli Deo Gloria.[1]